# Iwan Szewcow
Iwan Andriejewicz Szewcow, ros. Иван Андреевич Шевцов (ur. 3 listopada 1919 we wsi Andriejewka, w rejonie nowomoskiewskim obwodu dniepropietrowskiego, zm. 17 maja 2008 w Moskwie) – radziecki dowódca wojskowy, generał pułkownik Armii Radzieckiej, Bohater Związku Radzieckiego.

## Życiorys
Pochodził z rodziny chłopskiej. Ukończył 7 klas szkoły powszechnej, następnie pracował jako ślusarz w Zakładach Dniepropietrowskich im. Karola Liebknechta.
Służbę w Armii Czerwonej rozpoczął w 1939. W 1941 ukończył Uljanowską Szkołę Oficerską Wojsk Pancernych. Uczestnik walk z Niemcami od maja 1942. Członek WKP(b) od 1943. Brał udział w walkach z Niemcami na Frontach: Zachodnim, Centralnym i 1 Białoruskim – jako dowódca plutonu i kompanii czołgów 142 batalionu czołgów 95 Brygady Pancernej 9 Korpusu Pancernego. Wyróżnił się w czasie bitwy pod Kurskiem, gdzie został ciężko ranny. Za wzorowe wypełnienie zadań decyzją Prezydium Rady Najwyższej ZSRR z 17 sierpnia 1943 nadano mu tytuł Bohatera Związku Radzieckiego (nr 1708).
Po zakończeniu wojny kontynuował służbę w Armii Radzieckiej. W 1948 ukończył studia w Akademii Wojsk Pancernych i Zmechanizowanych im. Józefa Stalina, a w 1956 w Akademii Wojskowej Sztabu Generalnego. Dowodził batalionem czołgów, był szefem sztabu pułku czołgów, szefem wydziału operacyjnego dywizji pancernej, zastępcą dowódcy i dowódcą dywizji pancernej. W okresie dowodzenia dywizją pancerną awansowany na stopień generała majora.
Od maja 1961 pełnił służbę w Wojskach Rakietowych Przeznaczenia Strategicznego ZSRR. Do 1965 był zastępcą dowódcy, a do 1970 dowódcą 9 Dalekowschodniego Samodzielnego Korpusu Rakietowego w Chabarowsku, gdzie awansowany na stopień generała porucznika. Od 27 czerwca 1970 do 5 czerwca 1979 dowodził 31 Armią Rakietową ze sztabem w Orenburgu. W kwietniu 1975 awansował na stopień generała pułkownika. Od 1979 był komendantem fakultetu w Akademii Wojskowej im. Feliksa Dzierżyńskiego. W 1983 w stopniu generała pułkownika przeszedł do rezerwy. Następnie pracował w biurze konstrukcyjnym budowy maszyn (konstrukcja nowych typów sprzętu wojsk rakietowych).
Zmarł w Moskwie i tam został pochowany.

## Odznaczenia
- Medal „Złota Gwiazda” Bohatera Związku Radzieckiego (1943)
- Order Lenina (dwukrotnie)
- Order Rewolucji Październikowej
- Order Czerwonego Sztandaru
- Order Suworowa III klasy
- Order Aleksandra Newskiego
- Order Wojny Ojczyźnianej I klasy
- Order Czerwonego Sztandaru Pracy
- Order Czerwonej Gwiazdy